# Termodynamická účinnost
Termodynamická účinnost nebo termická účinnost nebo tepelná účinnost je bezrozměrné číslo, které vyjadřuje, jak efektivně teoretický tepelný stroj pracující s uzavřeným tepelným cyklem přeměňuje přivedenou tepelnou energii na práci.
Tepelná účinnost se označuje symbolem {\displaystyle \eta _{t}}, pokud ji třeba odlišit od jiných účinností, nebo prostě {\displaystyle \eta }, při teoretických termodynamických výpočtech. Doplněk {\displaystyle 1-\eta _{t}} popisuje tepelné ztráty.
Protože při uzavřeném cyklu nedochází ke změně vnitřní energie soustavy, na základě prvního termodynamického zákona platí rovnice:
{\displaystyle Q_{p}-Q_{o}-W_{p}+W_{k}=0},
kde:
- {\displaystyle Q_{p}} je teplo přivedené do cyklu,
- {\displaystyle Q_{o}} je teplo odvedené z cyklu,
- {\displaystyle W_{p}} je práce vykonaná cyklem,
- {\displaystyle W_{k}} je práce spotřebovaná cyklem.

Termodynamickou účinnost tak můžeme vyjádřit jako poměr získané práce k množství přivedeného tepla:
{\displaystyle \eta ={\frac {W}{Q_{p}}}={\frac {W_{p}-W_{k}}{Q_{p}}}={\frac {Q_{p}-Q_{o}}{Q_{p}}}=1-{\frac {Q_{o}}{Q_{p}}}}
Termodynamická účinnost je vždy menší než 1, dokonce je vždy menší než účinnost Carnotova cyklu.

## Účinnost Carnotova cyklu
Carnotův cyklus je nejúčinnější možný tepelný cyklus pracující mezi dvěma tepelnými zásobníky s teplotami {\displaystyle T_{p}} a {\displaystyle T_{o}}. Tento speciální cyklus je tvořen adiabatickou kompresí a expanzí a izotermickým přívodem a odvodem tepla.
{\displaystyle \eta _{k}=1-{\frac {T_{o}}{T_{p}}}}